# Journées mondiales de la jeunesse 2006
La Journée Mondiale de la Jeunesse 2006 a eu lieu le jeudi 6 avril, de 17 h à 21 h, sur la place Saint-Pierre pour les diocèses de Rome et environnants. Elle est habituellement célébrée dans chaque diocèse du monde le Dimanche des Rameaux, mais pour des raisons de commodité, l'événement a été avancé.
Cette JMJ a été marquée par le premier anniversaire de la disparition de Jean-Paul II. Des célébrations importantes s'étaient déroulées trois jours plus tôt.
Le thème des JMJ était: "Une lampe sur mes pas, ta parole, une lumière sur ma route"

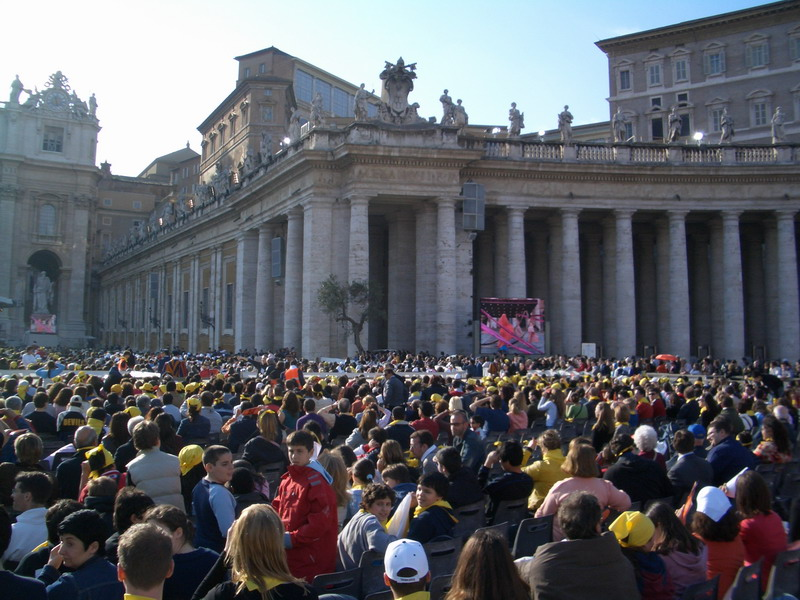
Place Saint-Pierre lors des JMJ 2006

L'événement a été marqué par des interventions de personnes publiques engagées dans leur foi, et par le témoignage de la sœur de Don Andréa Santoro. Pour ce témoignage, elle avait en main la bible que son frère tenait quand il a été assassiné, et sur laquelle on voyait l’impact de la balle qui l’a tué ! Il était parti quelques années en Turquie pour s’occuper d’une communauté chrétienne et le religieux a été tué (à la suite de l’affaire des caricatures).
Après la lecture de l’Evangile de Luc, le pape a répondu à quelques questions de jeunes sur les thèmes du message pour la JMJ. Puis il a remis symboliquement une Bible à quelques représentants des jeunes du diocèse. 

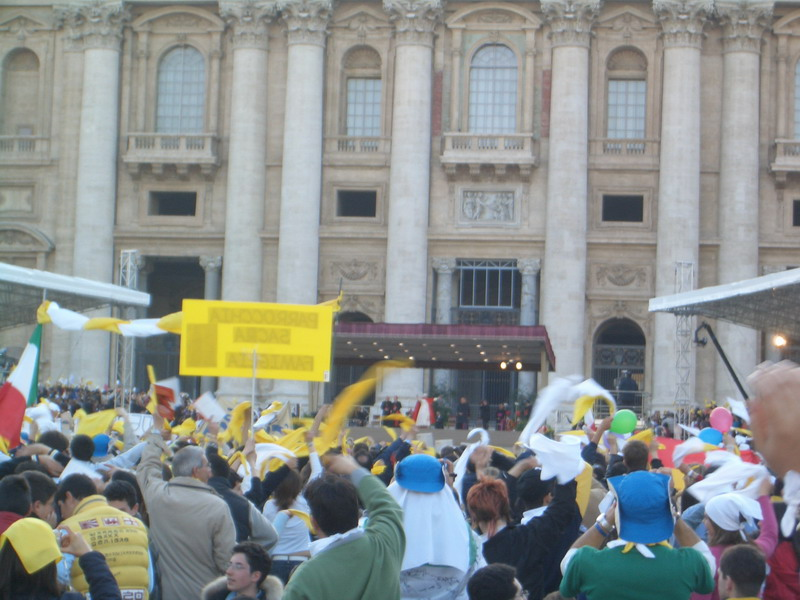
Benoit XVI lors des JMJ 2006
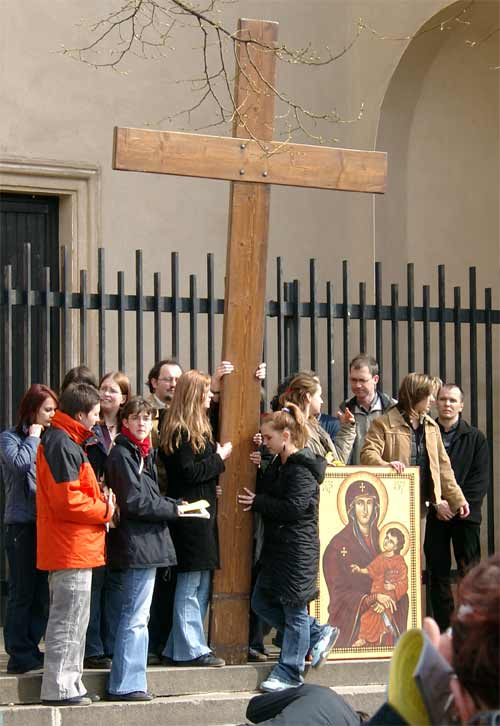
La Croix des JMJ et l’icône mariale de Jean-Paul II, en 2004

Après la bénédiction, puis les acclamations : « Benedetto », le pape, accompagné de quelques jeunes, est parti dans la basilique pour se recueillir sur la tombe de Jean-Paul II, « témoin de la Parole » s’il en est. Ils ont emporté la Croix des JMJ et l’icône que Jean-Paul II a aussi confiée aux jeunes.